# 國奥麒樹真
國奥 麒樹真（くにおく きうま、1976年11月12日 - ）は、日本の男性総合格闘家。大阪府大阪市出身。元ウェルター級キング・オブ・パンクラシスト。元ミドル級キング・オブ・パンクラシスト。

## 来歴
1992年、中学卒業と同時に、藤原喜明が率いるプロフェッショナルレスリング藤原組に入団し練習生となったが、同年12月に多くの所属選手が離脱したのに帯同。翌1993年のパンクラス旗揚げに伴い、國奥もパンクラスに練習生として所属する。当時は名前を國奥将竜としていた。
1996年1月28日、リングネームを國奥麒樹真と改め、渋谷修身戦でプロデビュー。既にトップとして活躍していたフランク・シャムロックやガイ・メッツァーを下して國奥は程なくしてパンクラスの主力選手となった。近藤有己、渋谷修身と並び「ハイブリッド三銃士」と呼ばれていた。
1998年10月26日、PANCRASE 1998 ADVANCE TOURで船木誠勝と対戦し、判定勝ちを収めた。
1999年9月18日、キング・オブ・パンクラス・タイトルマッチで王者の近藤有己に挑戦し、TKO負けを喫し王座獲得に失敗した。
2000年12月4日、ミドル級（-82kg）キング・オブ・パンクラス・タイトルマッチで王者ネイサン・マーコートに挑戦し、1-0の判定ドローで王座獲得に失敗した。
2001年12月1日、ミドル級キング・オブ・パンクラス・タイトルマッチで王者ネイサン・マーコートに挑戦し、2-0の判定勝ちを収め王座獲得に成功した。
2002年5月28日、初代ウェルター級（-75kg）王者決定トーナメント1回戦で岩崎英明に3-0の判定勝ち。7月28日、準決勝で大石幸史に3-0の判定勝ちを収め、決勝では伊藤崇文に腕ひしぎ十字固めで一本勝ちを収めウェルター級王座を獲得、ミドル級王座との同時制覇に成功した。
2002年9月29日、ウェルター級王座防衛戦で挑戦者の長岡弘樹と対戦し、チョークスリーパーで一本勝ちを収め王座の初防衛に成功した。
2002年12月21日、ミドル級王座防衛戦で挑戦者のネイサン・マーコートと再戦し、右膝蹴りでKO負けを喫し王座陥落した。
2003年5月、アブダビコンバット77kg未満級に出場。1回戦でマルセロ・ガッシアにバックからのチョークスリーパーで一本負け。
2003年7月1日、パンクラスMISSIONに移籍した前道場長鈴木みのるに代わり、パンクラスismの道場長に就任した。
2003年11月30日、ウェルター級王座防衛戦で芹澤健市と対戦し、3-0の判定勝ちを収め2度目の防衛に成功した。
2004年2月6日、PANCRASE 2004 BRAVE TOURで三崎和雄と対戦し、TKO負け。
2004年8月30日付けでパンクラスを退団し、フリーとなった。同時に保持していたウェルター級王座も返上し、9月21日付けで正式に受理された。
2005年7月6日、初出場となったHERO'Sでホドリゴ・グレイシーと対戦し、判定負け。
2005年9月7日、HERO'Sミドル級世界最強王者決定トーナメントの準決勝で菊地昭と対戦し、判定負け。
2006年12月20日、DEEP初出場となったDEEP 27 IMPACTでファブリシオ・"ピットブル"・モンテイロと対戦し、チョークスリーパーで一本負け。
2007年7月8日、DEEP 30 IMPACTにおいて中尾受太郎と対戦し、判定ドロー。
2008年9月28日、戦極初出場となった戦極 〜第五陣〜でクォン・アソルと対戦し、判定勝ち。
2010年3月7日、SRC12でレオ・サントスと対戦し、チョークスリーパーで一本負け。
2010年10月30日、SRC15で真騎士と対戦し、パウンドによるTKO負けを喫した。当初真騎士と対戦予定であったレオ・サントスが頸椎損傷および首のヘルニアにより欠場となったため、代理出場となった。
2014年12月31日、4年2か月ぶりの復帰戦となったINOKI BOM-BA-YE 2014でラマザン・エセンバエフと対戦し、判定負け。

## 人物・エピソード
- 日本のヒップホップのキエるマキュウと親交があり、キエるマキュウのブログ上にたびたび登場していた。

## 戦績
| 総合格闘技 戦績 | 総合格闘技 戦績 | 総合格闘技 戦績 | 総合格闘技 戦績 | 総合格闘技 戦績 | 総合格闘技 戦績 | 総合格闘技 戦績 |
| --------------- | --------------- | --------------- | --------------- | --------------- | --------------- | --------------- |
| 70 試合         | (T)KO           | 一本            | 判定            | その他          | 引き分け        | 無効試合        |
| 35 勝           | 4               | 13              | 18              | 0               | 9               | 0               |
| 26 敗           | 8               | 4               | 14              | 0               | 9               | 0               |

| 勝敗 | 対戦相手                               | 試合結果                             | 大会名                                                                             | 開催年月日     |
| ○    | エドモンド金子                         | 1R 0:16 TKO（右ストレート→パウンド） | INOKI GENOME FIGHT 4                                                               | 2015年8月29日  |
| ×    | ホドリゴ・カポラル                     | 1R 1:57 TKO（パウンド）              | ZONE×REAL 第二章 第2部 REAL 2                                                      | 2015年5月2日   |
| ×    | ラマザン・エセンバエフ                 | 5分2R終了 判定0-2                    | INOKI BOM-BA-YE 2014                                                               | 2014年12月31日 |
| ×    | 真騎士                                 | 1R 4:26 TKO（右フック→パウンド）     | SRC15                                                                              | 2010年10月30日 |
| ×    | レオ・サントス                         | 1R 3:06 チョークスリーパー           | SRC12                                                                              | 2010年3月7日   |
| ○    | クォン・アソル                         | 5分3R終了 判定3-0                    | 戦極 〜第五陣〜                                                                    | 2008年9月28日  |
| ○    | ジェイ・エリス                         | 1R 1:47 トーホールド                 | FCC 35                                                                             | 2008年5月3日   |
| ○    | デビッド・ラブ                         | 2R TKO                               | FCC 34                                                                             | 2008年3月29日  |
| △    | 池本誠知                               | 5分3R終了 判定0-1                    | DEEP 32 IMPACT                                                                     | 2007年10月9日  |
| △    | 中尾受太郎                             | 5分3R終了 判定1-1                    | DEEP 30 IMPACT                                                                     | 2007年7月8日   |
| ×    | ファブリシオ・"ピットブル"・モンテイロ | 1R 4:41 チョークスリーパー           | DEEP 27 IMPACT                                                                     | 2006年12月20日 |
| ×    | アントニオ・マッキー                   | 5分2R終了 判定0-3                    | HERO'S 2006                                                                        | 2006年3月15日  |
| ○    | チョ・ジョンファン                     | 1R 2:01 チョークスリーパー           | HERO'S 2005 in SEOUL                                                               | 2005年11月5日  |
| ×    | 菊地昭                                 | 5分2R+延長R終了 判定0-3              | HERO'S 2005 ミドル級世界最強王者決定トーナメント準決勝                             | 2005年9月7日   |
| ×    | ホドリゴ・グレイシー                   | 5分2R終了 判定0-3                    | HERO'S 2005 ミドル級世界最強王者決定トーナメント開幕戦                             | 2005年7月6日   |
| ×    | 竹内出                                 | 5分3R終了 判定0-2                    | PANCRASE 2004 BRAVE TOUR                                                           | 2004年4月23日  |
| ×    | 三崎和雄                               | 2R 1:31 TKO（ドクターストップ）      | PANCRASE 2004 BRAVE TOUR                                                           | 2004年2月6日   |
| ○    | 芹澤健市                               | 5分3R終了 判定3-0                    | PANCRASE 2003 HYBRID TOUR 【ウェルター級キング・オブ・パンクラス・タイトルマッチ】 | 2003年11月30日 |
| ×    | クラウスレイ・グレイシー               | 5分3R終了 判定0-3                    | PANCRASE 2003 HYBRID TOUR                                                          | 2003年8月31日  |
| ○    | 稲垣克臣                               | 1R 4:10 チョークスリーパー           | PANCRASE 2003 HYBRID TOUR                                                          | 2003年6月22日  |
| ○    | 門馬秀貴                               | 5分2R終了 判定3-0                    | PANCRASE 2003 HYBRID TOUR                                                          | 2003年4月12日  |
| ×    | ネイサン・マーコート                   | 3R 4:36 KO（右膝蹴り）               | PANCRASE 2002 SPIRIT TOUR 【ミドル級キング・オブ・パンクラス・タイトルマッチ】     | 2002年12月21日 |
| ○    | 長岡弘樹                               | 3R 4:36 チョークスリーパー           | PANCRASE 2002 SPIRIT TOUR 【ウェルター級キング・オブ・パンクラス・タイトルマッチ】 | 2002年9月29日  |
| ○    | 伊藤崇文                               | 1R 4:59 腕ひしぎ十字固め             | PANCRASE 2002 SPIRIT TOUR 【ウェルター級王者決定トーナメント 決勝】                | 2002年7月28日  |
| ○    | 大石幸史                               | 5分2R+延長R終了 判定3-0              | PANCRASE 2002 SPIRIT TOUR 【ウェルター級王者決定トーナメント 準決勝】              | 2002年7月28日  |
| ○    | 岩崎英明                               | 5分2R終了 判定3-0                    | PANCRASE 2002 SPIRIT TOUR 【ウェルター級王者決定トーナメント 1回戦】               | 2002年5月28日  |
| ○    | ネイサン・マーコート                   | 5分3R終了 判定2-0                    | PANCRASE 2001 PROOF TOUR 【ミドル級キング・オブ・パンクラス・タイトルマッチ】      | 2001年12月1日  |
| ○    | 上山龍紀                               | 5分2R終了 判定2-0                    | PANCRASE 2001 PROOF TOUR                                                           | 2001年9月30日  |
| △    | ショーン・シャーク                     | 5分3R終了 判定0-0                    | PANCRASE 2001 PROOF TOUR                                                           | 2001年7月29日  |
| ○    | マシュー・ニコー                       | 2R 3:35 チキンウィングアームロック   | PANCRASE 2001 PROOF TOUR                                                           | 2001年6月26日  |
| ○    | 高瀬大樹                               | 5分3R終了 判定2-0                    | PANCRASE 2001 PROOF TOUR                                                           | 2001年3月31日  |
| △    | ネイサン・マーコート                   | 20分終了 判定1-0                     | PANCRASE 2000 TRANS TOUR 【ミドル級キング・オブ・パンクラス・タイトルマッチ】      | 2000年12月4日  |
| ×    | ネイサン・マーコート                   | 10分終了 判定0-3                     | PANCRASE 2000 TRANS TOUR 【ミドル級ランキングトーナメント 準決勝】                 | 2000年9月24日  |
| ○    | マット・リー                           | 4:15 腕ひしぎ十字固め                | PANCRASE 2000 TRANS TOUR 【ミドル級ランキングトーナメント 1回戦】                  | 2000年6月26日  |
| △    | ショーニー・カーター                   | 10分+延長3分終了 判定0-0             | PANCRASE 2000 TRANS TOUR                                                           | 2000年4月30日  |
| ○    | 須藤元気                               | 10分+延長3分終了 判定3-0             | PANCRASE 2000 TRANS TOUR                                                           | 2000年2月27日  |
| ○    | レイン・アンドリュース                 | 14:44 腕ひしぎ十字固め               | PANCRASE 1999 BREAKTHROUGH TOUR 【パンクラチオン・マッチ】                         | 1999年12月18日 |
| ×    | 近藤有己                               | 0:34 TKO（レフェリーストップ）       | PANCRASE 1999 BREAKTHROUGH TOUR 【キング・オブ・パンクラス・タイトルマッチ】       | 1999年9月18日  |
| ○    | 山宮恵一郎                             | 15分終了 判定（ポイント1-0）         | PANCRASE 1999 BREAKTHROUGH TOUR                                                    | 1999年5月23日  |
| ○    | 近藤有己                               | 15分終了 判定3-0                     | PANCRASE 1999 BREAKTHROUGH TOUR                                                    | 1999年3月9日   |
| ○    | 渡辺大介                               | 3:58 チキンウィングアームロック      | PANCRASE 1999 BREAKTHROUGH TOUR                                                    | 1999年2月11日  |
| ×    | ジェイソン・デルーシア                 | 15分終了 判定（ポイント0-1）         | PANCRASE 1999 BREAKTHROUGH TOUR                                                    | 1999年1月19日  |
| ○    | 石井大輔                               | 10分終了 判定3-0                     | PANCRASE 1998 ADVANCE TOUR                                                         | 1998年11月29日 |
| ○    | 船木誠勝                               | 15分終了 判定（ポイント1-0）         | PANCRASE 1998 ADVANCE TOUR                                                         | 1998年10月26日 |
| ×    | エヴァン・タナー                       | 20分終了 判定（ポイント0-2）         | PANCRASE 1998 ADVANCE TOUR                                                         | 1998年9月14日  |
| ×    | リオン・ダイク                         | 3:57 KO（キック）                    | PANCRASE 1998 ADVANCE TOUR                                                         | 1998年6月2日   |
| ×    | エイドリアン・セラーノ                 | 10分+延長3分終了 判定0-2             | PANCRASE 1998 ADVANCE TOUR                                                         | 1998年4月26日  |
| ○    | 渋谷修身                               | 20分終了 判定2-0                     | PANCRASE 1998 ADVANCE TOUR                                                         | 1998年3月1日   |
| △    | 近藤有己                               | 10分+延長3分終了 判定1-0             | PANCRASE 1998 ADVANCE TOUR                                                         | 1998年2月6日   |
| ○    | 窪田幸生                               | 7:52 腕ひしぎ十字固め                | PANCRASE 1998 ADVANCE TOUR                                                         | 1998年1月16日  |
| ×    | 金宗王                                 | 0:21 フロントチョーク                | PANCRASE 1997 ALIVE TOUR                                                           | 1997年12月20日 |
| ×    | ガイ・メッツァー                       | 11:12 TKO（レフェリーストップ）      | PANCRASE 1997 ALIVE TOUR                                                           | 1997年10月29日 |
| ○    | ジョン・ローバー                       | 10分終了 判定（ポイント1-0）         | PANCRASE 1997 ALIVE TOUR                                                           | 1997年9月6日   |
| ○    | 長谷川悟史                             | 9:07 足首固め                        | PANCRASE 1997 ALIVE TOUR                                                           | 1997年8月9日   |
| ×    | ジェイソン・デルーシア                 | 18:51 TKO（ドクターストップ）        | PANCRASE 1997 ALIVE TOUR                                                           | 1997年6月18日  |
| △    | 山宮恵一郎                             | 10分終了 判定1-0                     | PANCRASE 1997 ALIVE TOUR                                                           | 1997年5月24日  |
| ×    | バス・ルッテン                         | 15分終了 判定（ポイント0-1）         | PANCRASE 1997 ALIVE TOUR                                                           | 1997年4月27日  |
| ○    | ヘイガー・チン                         | 7:44 腕ひしぎ十字固め                | PANCRASE 1997 ALIVE TOUR                                                           | 1997年3月22日  |
| ×    | 近藤有己                               | 20分終了 判定1-2                     | PANCRASE 1997 ALIVE TOUR                                                           | 1997年1月17日  |
| ○    | フランク・シャムロック                 | 20分終了 判定3-0                     | パンクラス PANCRASE TOUR 1996 TRUTH                                                | 1996年12月15日 |
| ○    | 長谷川悟史                             | 5:32 TKO（ポイントアウト）           | パンクラス PANCRASE TOUR 1996 TRUTH                                                | 1996年11月9日  |
| ○    | 山宮恵一郎                             | 1:38 腕ひしぎ十字固め                | パンクラス PANCRASE TOUR 1996 TRUTH                                                | 1996年10月22日 |
| ○    | ガイ・メッツァー                       | 10分終了 判定2-1                     | パンクラス PANCRASE TOUR 1996 TRUTH                                                | 1996年10月8日  |
| ×    | 山田学                                 | 8:29 フロントチョーク                | パンクラス PANCRASE TOUR 1996 TRUTH                                                | 1996年9月7日   |
| ×    | ピート・ウィリアムス                   | 10分終了 判定0-3                     | パンクラス PANCRASE TOUR 1996 TRUTH 【ネオブラッド・トーナメント 1回戦】           | 1996年7月22日  |
| ○    | 伊藤崇文                               | 10分終了 判定（ポイント1-0）         | パンクラス PANCRASE TOUR 1996 TRUTH                                                | 1996年6月25日  |
| △    | 近藤有己                               | 10分終了 判定0-1                     | パンクラス PANCRASE TOUR 1996 TRUTH                                                | 1996年5月16日  |
| ×    | ジェイソン・デルーシア                 | 15分終了 判定（ポイント0-3）         | パンクラス PANCRASE TOUR 1996 TRUTH                                                | 1996年4月7日   |
| ○    | 伊藤崇文                               | 0:54 TKO（レフェリーストップ）       | パンクラス PANCRASE TOUR 1996 TRUTH                                                | 1996年3月2日   |
| △    | 渋谷修身                               | 10分終了 判定1-1                     | パンクラス PANCRASE TOUR 1996 TRUTH                                                | 1996年1月28日  |

## 獲得タイトル
- 第2代ミドル級キング・オブ・パンクラス王座（2001年）
- 初代ウェルター級キング・オブ・パンクラス王座（2002年）